# Luis Rojas Alou
Luis E. Rojas Alou (nacido el 1 de septiembre de 1981) es un entrenador de béisbol profesional, de los New York Yankees, dirigió a los New York Mets  de las Grandes Ligas de Béisbol de 2020 a 2021. Es hijo del exjugador y mánager de Grandes Ligas, Felipe Alou.
En la Liga de Béisbol Profesional de la República Dominicana ha dirigido a los Leones del Escogido dónde logró ganar el título nacional en el año 2016.

## Como jugador
Como jugador, Rojas pasó la temporada 2004 como jugador de cuadro / jardinero con los Expos de la Liga de la Costa del Golfo de béisbol de ligas menores. Como entrenador, comenzó su carrera con los Nacionales de la Liga de Verano Dominicana en 2006. 
En 2007 Los Mets lo contrataron como entrenador de los Mets de la Liga de Verano Dominicana y de los Mets de la Liga de la Costa del Golfo en 2008.
En 2010 se convirtió en entrenador de Savannah Sand Gnats, pero fue transferido nuevamente para dirigir a los Mets de la Gulf Coast League en 2011.
A su regreso a Savannah de 2012 a 2014, Rojas ganó el campeonato de la Liga del Atlántico Sur en 2013 y fue nombrado Gerente del Año la temporada siguiente. Posteriormente, Rojas se convirtió en el mánager de los St. Lucie Mets y los llevó a la cima de su división.

## Como manager
Rojas fue ascendido por los Mets de Nueva York a manager el 22 de enero de 2020, luego de que los Mets se separaran mutuamente de Carlos Beltrán debido a su participación en el escándalo de robo de señas de los Astros de Houston.

## Vida privada
Luis rojas proviene de una familia de béisbol ya qué su padre es el exjugador y mánager Felipe Alou, también es medio hermano de Moisés Alou, y sobrino de Matty Alou, y Jesús Alou.